# York Cottage
 (juin 2015).
Si vous disposez d'ouvrages ou d'articles de référence ou si vous connaissez des sites web de qualité traitant du thème abordé ici, merci de compléter l'article en donnant les références utiles à sa vérifiabilité et en les liant à la section « Notes et références ».
York Cottage est une maison située dans la paroisse civile de Sandringham, dans le Norfolk en Angleterre. 
Le manoir a été à l'origine appelé « chalet du baccalauréat » et construit comme une résidence de débordement pour Sandringham House.

## Informations
En 1893, il a été offert par le futur roi Édouard VII, à l'époque prince de Galles, comme cadeau de mariage à son fils, le prince George, duc d'York qui sera plus tard le roi George V qui y vivait avec sa femme. Le couple a vécu à York Cottage pendant 33 ans jusqu'à la mort de la reine Alexandra en 1925. Leurs cinq jeunes enfants y sont nés.
Le roi George V aimait York Cottage. Il a meublé lui-même le manoir avec des meubles achetés chez Maple & Co. un grand magasin de meubles. 
Le bâtiment abrite aujourd'hui des bureaux. York Cottage est une des résidences privées de la famille royale britannique.